# Campanuloideae
Campanuloideae, potporodica zvončika (Campanulaceae). Pripada joj 4 tribusa

## Tribusi i rodovi
1. Tribus Cyanantheae Meisn.
  1. Platycodon A. DC. (1 sp.)
  2. Cyclocodon Griff. (3 spp.)
  3. Echinocodon D. Y. Hong (2 spp.)
  4. Ostrowskia Regel (1 sp.)
  5. Canarina L. (3 spp.)
  6. Cyananthus Wall. ex Benth. (20 spp.)
  7. Codonopsis Wall. (49 spp.)
  8. Pankycodon D. Y. Hong & X. T. Ma (1 sp.)
  9. Himalacodon D. Y. Hong & Qiang Wang (1 sp.)
  10. Pseudocodon D. Y. Hong & H. Sun (8 spp.)
2. Tribus Rhigiophylleae Eddie & Cupido
  1. Rhigiophyllum Hochst. (1 sp.)
  2. Siphocodon Turcz. (2 spp.)
3. Tribus Wahlenbergieae Engl.
  1. Feeria Buser (1 sp.)
  2. Hesperocodon Eddie & Cupido (1 sp.)
  3. Wahlenbergia Roth (270 spp.)
  4. Nesocodon Thulin (1 sp.)
  5. Heterochaenia A. DC. (4 spp.)
  6. Berenice Tul. (1 sp.)
  7. Microcodon A. DC. (4 spp.)
  8. Craterocapsa Hilliard & B. L. Burtt (5 spp.)
  9. Namacodon Thulin (1 sp.)
  10. Theilera E. Phillips (2 spp.)
  11. Gunillaea Thulin (2 spp.)
  12. Prismatocarpus L´Hér. (29 spp.)
  13. Kericodon Cupido (1 sp.)
  14. Roella L. (22 spp.)
  15. Merciera A. DC. (6 spp.)
  16. Treichelia Vatke (2 spp.)
4. Tribus Campanuleae Dumort.
  1. Edraianthus A. DC. (21 spp.)
  2. Jasione L. (15 spp.)
  3. Musschia Dumort. (3 spp.)
  4. Azorina (Watson) Feer (1 sp.)
  5. Theodorovia Kolak. (1 sp.)
  6. Campanula L. (429 spp.)
  7. Eastwoodiella Morin (1 sp.)
  8. Palustricodon Morin (1 sp.)
  9. Poolea Morin (1 sp.)
  10. Protocodon Morin (1 sp.)
  11. Ravenella Morin (4 spp.)
  12. Rotanthella Morin (1 sp.)
  13. Smithiastrum Morin (2 spp.)
  14. Campanulastrum Small (1 sp.)
  15. Favratia Feer (1 sp.)
  16. Hayekia Lakusic ex D. Lakusic, Shuka & Eddie (1 sp.)
  17. Zeugandra P. H. Davis (2 spp.)
  18. Adenophora Fisch. (60 spp.)
  19. Hanabusaya Nakai (1 sp.)
  20. Muehlbergella Feer (1 sp.)
  21. Sachokiella Kolak. (1 sp.)
  22. Peracarpa Hook. fil. & Thomson (1 sp.)
  23. Homocodon D. Y. Hong (2 spp.)
  24. Legousia Durande (7 spp.)
  25. Triodanis Raf. (6 spp.)
  26. Heterocodon Nutt. (1 sp.)
  27. Githopsis Nutt. (4 spp.)
  28. Melanocalyx (Fed.) Morin (1 sp.)
  29. Asyneuma Griseb. & Schenk (35 spp.)
  30. Cryptocodon Fed. (1 sp.)
  31. Petromarula Vent. ex R. Hedw. (1 sp.)
  32. Cylindrocarpa Regel (1 sp.)
  33. Sergia Fed. (2 spp.)
  34. Phyteuma L. (21 spp.)
  35. Physoplexis (Endl.) Schur (1 sp.)
  36. Michauxia L´Hér. (7 spp.)
  37. Trachelium L. (2 spp.)